# Clube Esportivo Passense de Futebol e Cultura
O Clube Esportivo Passense de Futebol e Cultura é um clube de futebol brasileiro da cidade de Passos, no estado de Minas Gerais. Comanda seus jogos no Estádio Starling Soares, com capacidade para 12.000 pessoas.

## História
O Passense foi fundado no dia 23 de janeiro de 2001, fruto de divergências políticas entre seus fundadores e os dirigentes do Clube Esportivo de Futebol.
O clube não foi bem sucedido no futebol profissional, mas a categoria de base do Passense obteve algum sucesso. A categoria juvenil (equipe sub-17) sagrou-se campeã invicta do Campeonato Regional Juvenil do ano de 2002, que contou com equipes de outros estados.
Em 2007 a Prefeitura de Passos e o Clube Atlético Mineiro firmaram uma parceria para a disputa da Segunda Divisão do Campeonato Mineiro, levando a equipe a se classificar para o Módulo II de 2008.
Problemas financeiros, entretanto, levaram o clube a se retirar do Módulo II 2008 com o campeonato em andamento. Seus jogos foram anulados e o Passense foi punido com multa e suspensão de dois anos. Apesar de o prazo de suspensão já estar concluído, o clube não se inscreveu para a Segunda Divisão de 2011, mantendo-se fora de atividades profissionais.

## Ligações Externas
- Facebook oficial
- Instagram oficial